# Psorotheciopsis guajalitensis
Psorotheciopsis guajalitensis är en lavart som beskrevs av Lücking. Psorotheciopsis guajalitensis ingår i släktet Psorotheciopsis och familjen Gomphillaceae.   Inga underarter finns listade i Catalogue of Life.